# Władysław Mączka
Władysław Mączka (ur. 27 listopada 1890 w Oleszycach) – major Wojska Polskiego.

## Życiorys
Władysław Mączka urodził się 27 listopada 1890 w Oleszycach. Przed 1914 przebywał we Lwowie i działał w konspiracji niepodległościowej.
Po wybuchu I wojny światowej został żołnierzem Legionów Polskich i służył w szeregach 2 pułku ułanów od 1914 do 1916. Po kryzysie przysięgowym z lipca 1917 odbywał służbę w Szpitalu Koni 2 pułku ułanów Polskiego Korpusu Posiłkowego w stopniu wachmistrza. Po próbie przejścia frontu w bitwie pod Rarańczą w połowie lutego 1918 był internowany w Száldobos. 
Po odzyskaniu przez Polskę niepodległości został przyjęty do Wojska Polskiego. Według stanu ze stycznia 1919 był żołnierzem w referacie taborów Dowództwa Okręgu Generalnego „Warszawa”. Został awansowany na stopień kapitana w korpusie oficerów taborowych ze starszeństwem z dniem 1 czerwca 1919. W 1923, 1924 był oficerem 9 dywizjonu taborów w Brześciu. Jako wojskowy z tej jednostki w 1925 był przydzielony Wydziału Taborowego Departamentu Kawalerii Ministerstwa Spraw Wojskowych, a w 1928 był przydzielony do Departamentu Artylerii Ministerstwa Spraw Wojskowych. Następnie został zweryfikowany w stopniu rotmistrza taborów ze starszeństwem z dniem 1 czerwca 1919. W 1932 był oficerem w Wydziale Taborów Departamentu Intendentury Ministerstwa Spraw Wojskowych. Później został awansowany na stopień majora .
Podczas II wojny światowej w stopniu majora był komendantem obozu dla internowanych na Węgrzech.
Miał brata Józef Mączka (1888-1918, także legionista, poeta) . Tuż przed wybuchem I wojny światowej w Kleciach ożenił się z Marią z domu Iwańczyk. Następnie przez pewien czas wraz z nią zamieszkiwał tam u rodziny siostry swojej żony, Anny Przystasz (była ona matką  była matką rodzeństwa Zbigniewa, Mieczysława i Danuty Przystaszów) . Jego żona w trakcie I wojny światowej działał w Wojskowej Służbie Kobiet, a po zachorowaniu na gruźlicę zmarła w Zakopanem przed końcem wojny.

## Odznaczenia
- Krzyż Niepodległości (1932)[15][4]
- Krzyż Walecznych – czterokrotnie[8][16][4]